# Ricardo Raschini
Ricardo Raschini (Capivari, São Paulo) é um atleta brasileiro de Jogos Olímpicos de Inverno.

## Carreira
Morou nos Estados Unidos de 1995 até 2002, onde estudou no ITT Technical Institute, Framingham, MA e se formou em 1998.
Começou praticando Bobsled em 1997, em Lake Placid, NY, EUA, onde participou de uma etapa do Américas Cup com Leandro Fracasso como Breakman, chegando na quinta posição na competição. Mudou para o Luge, por questões financeiras, em novembro de 1998, estreando em Calgary, Canadá.
Foi o primeiro Brasileiro a praticar luge, e na primeira competição ganhou medalha de prata na "First Alberta Luge Cup", sendo essa a primeira medalha para o Brasil na modalidade.
Competiu no luge de 1998 até 2002, quando participou da XIX Olimpíada de Inverno em Salt Lake City, terminando na 45ª posição.
Em 2002, com a aposentadoria de Eric Maleson do esporte, ex-presidente da Confederação Brasileira de Desportos no Gelo, voltou a praticar o Bobsled, com o apoio da CBDG.
Em 2006 ganhou a primeira medalha de ouro para o Brasil na modalidade, ganhando a "Challenge Cup", em Konigsee, Alemanha, qualificando o Brasil para a XX Olimpíada de Inverno, em Turin, Itália.
Em 27 de Junho de 2016 conduziu a tocha Olímpica na cidade de Bataguassu, MS
Foi o piloto da Equipe Brasileira de Bobsled em Turin, terminando em 27ª posição, com os seguintes atletas:
- Ricardo Raschini - Piloto;
- Marcio Silva - segundo homem;
- Claudinei Quirino - terceiro homem;
- Edison Bindilatti - Breakman.

## Prêmios
- Premio Brasil Olímpico 2001;
- Premio Brasil Olímpico 2006;
- Premio Atleta do Século do COB.